# Trine Hansen
Trine Hansen (* 19. Februar 1973 in Ringsted) ist eine ehemalige dänische Ruderin.
Hansen begann ihre Karriere im Sorø Roklub, dem Ruderklub von Sorø; 1997 wechselte sie zu Roforeningen Kvik. Hansen gewann von 1992 bis 1999 acht dänische Meistertitel im Einer. Bei den Olympischen Spielen 1992 trat sie mit dem dänischen Doppelvierer an und belegte den achten Platz. Bei den Ruder-Weltmeisterschaften 1993 erreichte sie den dritten Platz hinter der Deutschen Jana Thieme und der Kanadierin Marnie McBean. 1994 in Indianapolis gewann Hansen den Weltmeistertitel vor Kathrin Boron und der Belgierin Annelies Bredael. 1996 in Atlanta bei ihrer zweiten Olympiateilnahme erhielt Hansen die Bronzemedaille hinter der Belarussin Kazjaryna Karsten und der Kanadierin Silken Laumann. Bei den Weltmeisterschaften 1997 siegte Karsten vor Hansen.